# Акшардхам
Акшардха́м (гудж. દિલ્હી અક્ષરધામ, Деванагари: दिल्ली अक्षरधाम) — индуистский храмовый комплекс в г. Дели. Вошёл в Книгу Рекордов Гиннеса как самый грандиозный индуистский храм в мире. Открытие храма состоялось в 2005 году. Его строительство велось в течение 5 лет с участием 7 тысяч мастеров из Раджастхана, Ориссы и Бенгалии. Строительство обошлось в 500 млн долларов США, собранных за счёт добровольных пожертвований.
Высота храма составляет 42 м, ширина и длина 94 и 106 метров. Он украшен 234 колоннами, 9 куполами, 20 четырёхгранными шихкарами и более 20 тыс. фигур. По периметру здания располагаются фигуры 148 слонов. В центре расположена трёхметровая статуя Нилкантха Варми, почитаемого как воплощение Сваминараяна.